# Jaromirowice, Lubusz
Jaromirowice (germană Germersdorf, în Limba sorabă: Luz Germarojce) este un sat în Polonia, situat în Voievodatul Lubusz, în județul Krosno, în orașul Gubin.  În anii 1975-1998 localitatea a aparținut administrativ de regiunea Zielona Gora. În trecut satul era parte a Germaniei.
Satul se află pe așa numitul Munte al Morții - Wzniesienia Gubińskie . Numele lui în secolul al XV-lea a fost Jermersdorf. A aparținut de Brandenburg în secolul al XVII-lea.
Satul are echipă de fotbal, clubul LZS Alfa Jaromirowice (Clubul a fost înființat în 1999 ).

## Galerie imagini

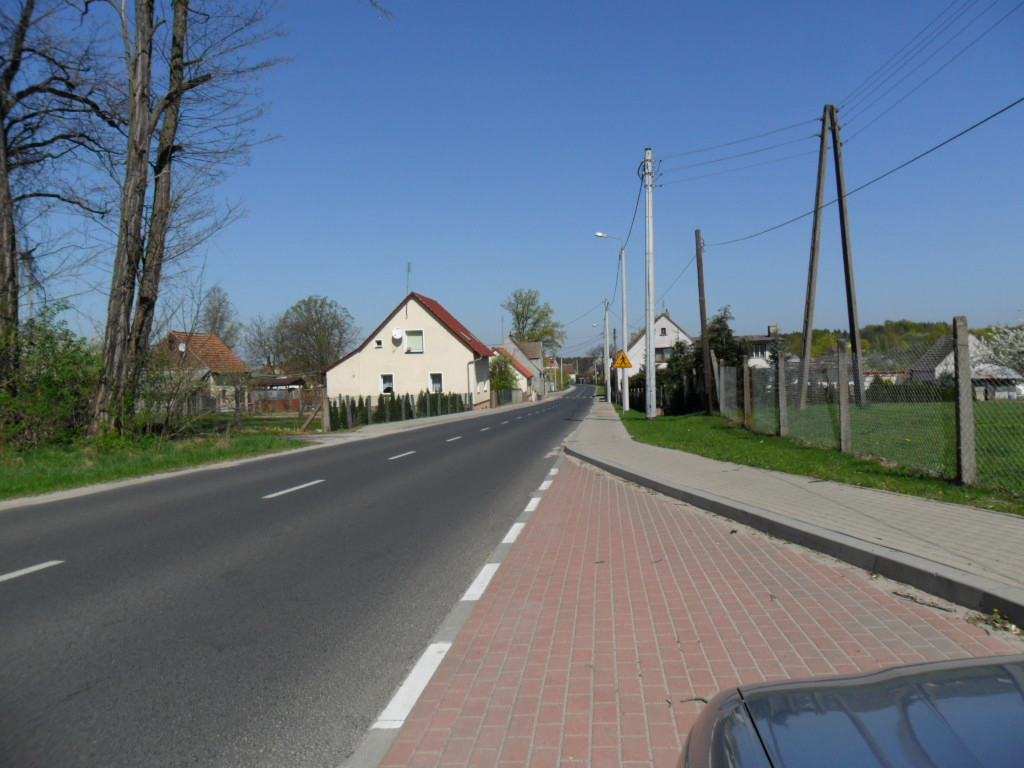
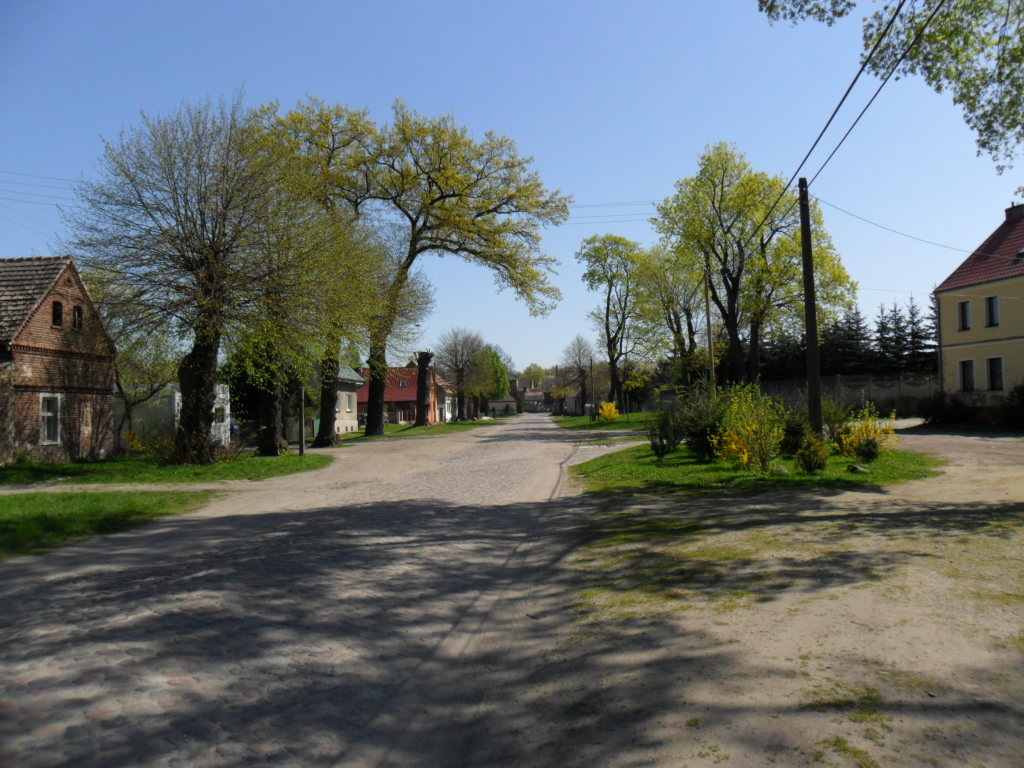
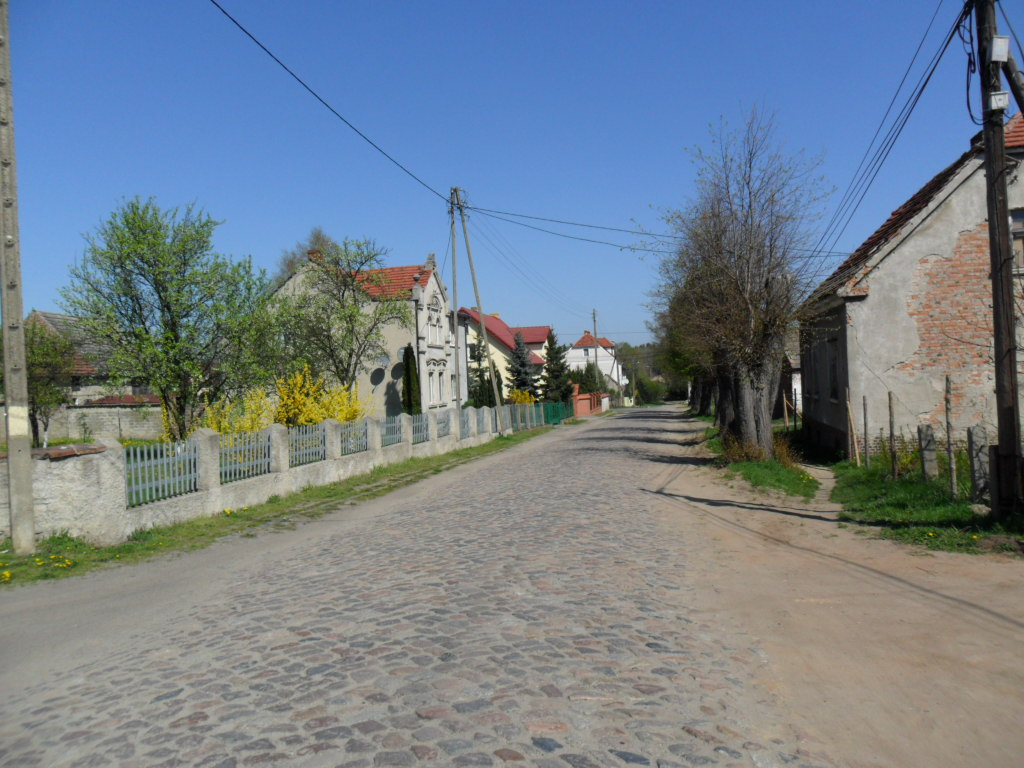
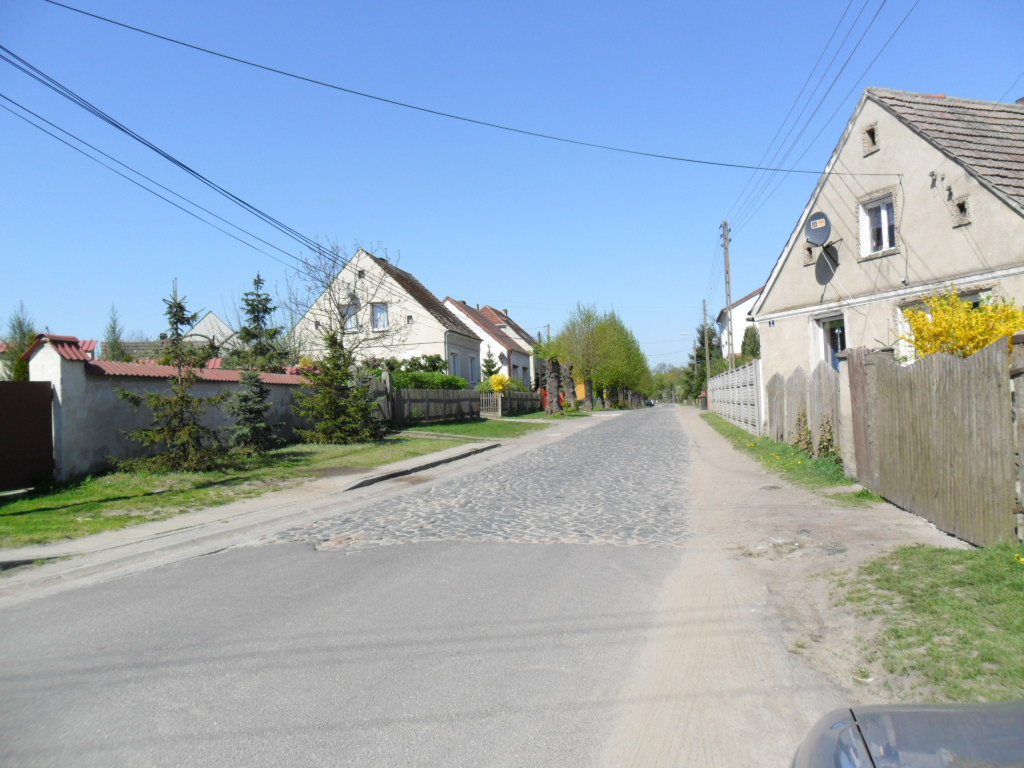